# Chain punk
El chain punk, también llamado nu punk, (puede ser traducido como «punk de cadenas») es un subgénero del hardcore punk que toma como influencias principales sus variantes neoyorquina, bostoniana y japonesa, junto con el d-beat. Surgió a principios de la década del 2000, en la costa este y el medio oeste de Estados Unidos, pero el término en sí fue creado alrededor del 2013 y su popularidad aumentó considerablemente el 2017 gracias a memes de internet. A pesar de su origen satírico y humorístico, el término ha sido utilizado adrede por varias bandas, formándose una suerte de movimiento alrededor de él. Sus características principales son su sonido «oscuro», pesado, rápido y mordaz; estética ruda y violenta; voces a gritos, y letras pesimistas e iracundas.

## Origen del término
Durante el 2013 se vio surgir en foros virtuales y recintos musicales los términos egg punk y chain punk, los que se utilizaban con ironía para describir a ciertas bandas y su público. El nombre contiene chain ('cadena') en referencia al adorno común entre las personas que describe y como una forma de definir su sonido (metálico, tosco y pesado).

## Características
El chain punk describe a bandas que hacen de la celeridad, agresividad y pesadez su identidad, la cual exteriorizan a través de botas, chaquetas y guantes de cuero, cadenas (de ahí el nombre), cuchillas, púas, etc.; carátulas y diseños gráficos rudos; letras que lidian con temáticas crueles, negativas, rebeldes o introspectivas, y cáusticas, ruidosas y enardecidas canciones y presentaciones en vivo. Esto último se consigue mediante guitarras y bajos distorsionados, ritmos rápidos y una voz desgarrada y vociferante, a veces pasada por efectos de retardo; también se utilizan afinaciones bajas o melodías que denotan un sonido «sombrío».  Además, muchas agrupaciones y sellos se adhieren a la filosofía «hazlo tú mismo». Todo esto fue muy influenciado por escenas hardcore de antaño (como la neoyorquina, la bostoniana o la japonesa), así como por el género d-beat, del cual se destacan a bandas emblemáticas como Discharge y Anti Cimex. Es por esto que al chain punk se lo suele asociar con temática de «vieja escuela».

## Historia
La génesis del subgénero se da en la costa este y el medio oeste de Estados Unidos, específicamente en los estados de Nueva York, Ohio y Massachusetts (de los cuales las escenas neoyorquina y bostoniana son las que más influenciaron al sonido), a principios de la década del 2000, con bandas como Perdition, Dawn of Humans, Bloodkrow Butcher e Inmates (esta última, de hecho, es de mediados de los noventa). En la década posterior se dio la internacionalización, mas sin abandonar sus influencias de las escenas hardcore estadounidenses, y el establecimiento del chain punk; bandas como Krömosom (de Australia), Inferno (de Suecia), Omegas, S.H.I.T. (ambas de Canadá) y The Achtungs (de Finlandia) importaron el nuevo sonido a sus respectivos países, dotándolo de nuevas culturas de las que enriquecerse. Mientras tanto, en Estados Unidos surgieron varias bandas importantes desde distintas partes del país: Hoax y Sadist de Massachusetts, Blotter de Texas, Gas Rag de Illinois y Blazing Eye de California.
El chain punk, a pesar de tener un séquito devoto, pasó varios años desapercibido, incluso después de inventarse el término en 2013 (probablemente debido a que su uso era meramente humorístico), hasta que en 2017 se hicieron virales los memes de «egg punk contra chain punk» en internet. Esto le dio popularidad al subgénero y, desde entonces, varias bandas han hecho de él su identidad, sin importarles su sentido más bien irónico que tenía originalmente.